# Moyennisation

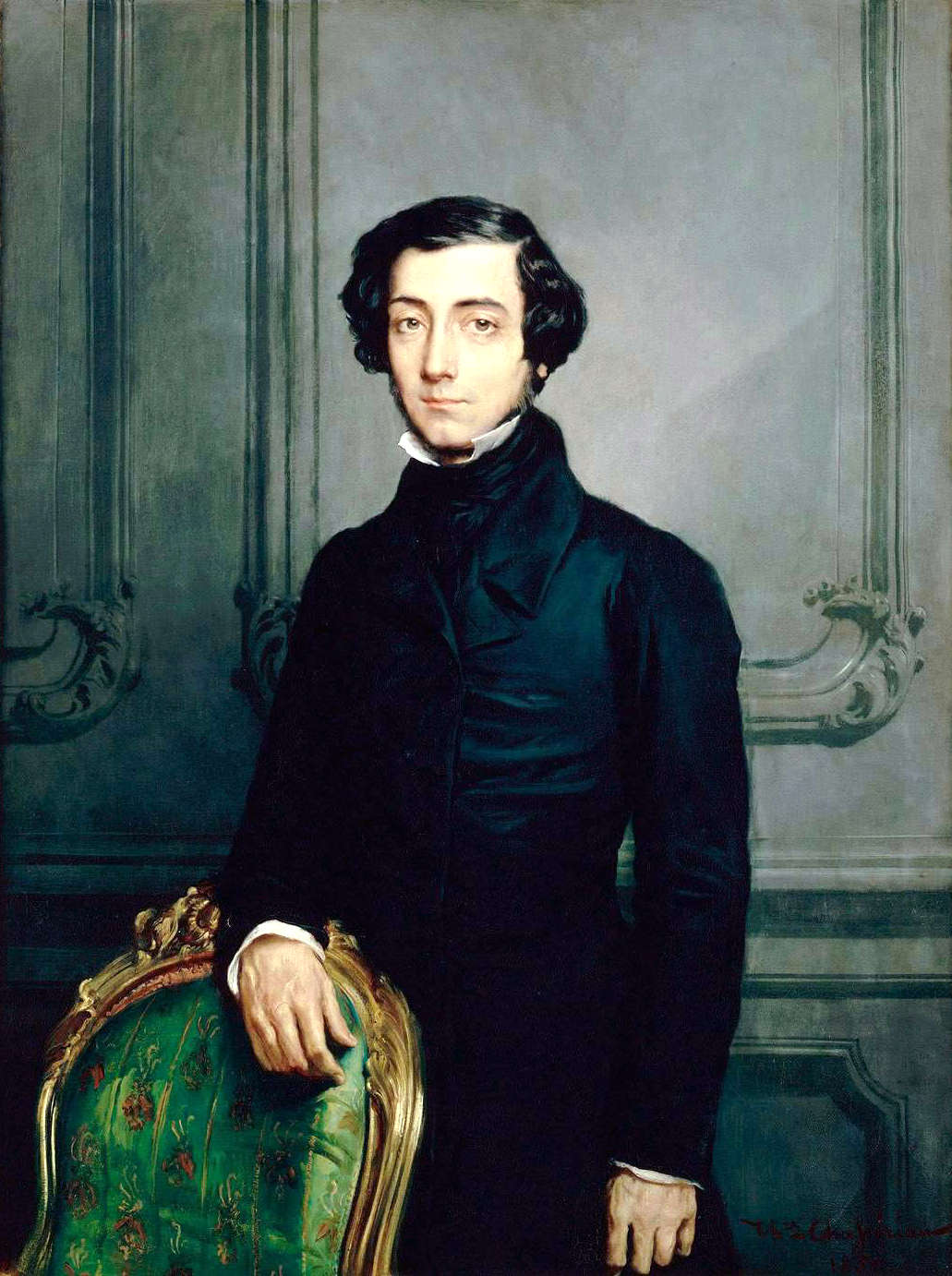
Alexis de Tocqueville

La moyennisation d'une société peut être définie comme le processus de constitution d'une vaste classe moyenne réduisant les positions extrêmes dans la stratification sociale et rapprochant les modes et les niveaux de vie.

## Histoire du concept
Si Alexis de Tocqueville est sans doute le premier à percevoir un processus de moyennisation, en lui attribuant d'ailleurs l'augmentation d'un certain conformisme dans les démocraties, par exemple en dénonçant  l'absence d'indépendance d'esprit et de liberté de discussion en Amérique, c'est véritablement Henri Mendras (notamment dans son ouvrage La seconde Révolution française 1965-1984) qui va théoriser le concept, en le modélisant au moyen de la toupie de Mendras dans une approche qualifiée de cosmographique.

## Concept de moyennisation
Cette tendance serait le résultat de la diminution des écarts socio-économiques entre les individus, mais également de l'homogénéisation des comportements concernant les mœurs et le style de vie, et enfin et surtout l'accroissement des catégories intermédiaires, en tant que catégorie socio-professionnelle.

### Moyennisation et illustration par la toupie de Mendras

Illustration de la toupie de Mendras

La circonférence la plus large de la toupie de Mendras illustre la tendance à l'homogénéisation et en tout état de cause, la large place ainsi dévolue aux catégories intermédiaires, favorisant ainsi la moyennisation.

### Moyennisation et classe sociale
En s'appuyant sur une vision cosmographique de la société, Henri Mendras envisage chaque groupe social comme une constellation. Le passage d'une constellation à une autre semble facilité ; de plus la conscience d'appartenance ne semble pas aussi flagrante que par le passé. La moyennisation dans une vision cosmographique semble donc constituer une rupture avec une approche par classe sociale au sens marxiste.

### Moyennisation et perspective historique
Dans le passé, la moyennisation a été favorisée par la Seconde Guerre mondiale et la disparition des rentiers dans les pays développés. Ce mouvement s'est poursuivi au cours des Trente Glorieuses, où la hausse générale du niveau de vie a partiellement gommé les inégalités sociales.